# Дженаро Ернандес
Дженаро Ернандес (англ. Genaro Hernández, 10 травня 1966 — пом. 7 червня 2011) — американський професійний боксер, чемпіон світу за версіями WBA (1991—1995) і WBC (1997—1998) в другій напівлегкій вазі.

## Професіональна кар'єра
На професійному рингу дебютував 1984 року. Здобувши двадцять три перемоги поспіль, 22 листопада 1991 року вийшов на бій за вакантний титул чемпіона WBA в другій напівлегкій вазі проти Даніеля Лондаса (Франція) і здобув перемогу технічним нокаутом в дев'ятому раунді. 1992 року захистив свій титул тричі, нокаутувавши Омара Катарі (Венесуела) за шість раундів і здобувши в Японії перемоги над Масуакі Такеду та Юдзі Ватанабе.
26 квітня 1993 року в бою проти колишнього чемпіона світу в легшій та другій легшій вазі Рауля Переса (Мексика) Ернандес був змушений задовольнитися технічною нічиєю в першому раунді. Це був перший і поки що єдиний бій за титул чемпіона світу, в якому не було завдано жодного удару. Відразу після гонгу про початок бою Перес вдарив Ернандеса головою, і у Переса сильно потекла кров з артеріальної вени на лобі. Рефері викликав на ринг лікаря, який вирішив припинити бій. У матчі-реванші 28 червня того ж року Ернандес зберіг титул чемпіона світу, нокаутувавши Переса у восьмому раунді.
12 листопада 1994 року провів останній (восьмий) захист титулу WBA, здолавши одностайним рішенням суддів Джиммі Гарсію (Колумбія). 31 березня 1995 року переміг в нетитульному бою мексиканця Хорхе Паеса нокаутом у восьмому раунді.
У липні 1995 року Ернандеса позбавили титулу WBA, коли він вирішив кинути виклик чемпіону WBO в легкій вазі Оскару Де Ла Хої замість бою зі своїм обов'язковим суперником. Поєдинок з Оскаром Де Ла Хоєю відбувся 9 вересня 1995 року. Ернандес програв вперше в кар'єрі, зійшовши з бою в перерві після шостого раунду: його ніс був закривавлений, він повернувся в свій кут, але, не сідаючи, жестом показав своїй команді, що не хоче продовжувати бій.
22 березня 1997 року, вигравши розділеним рішенням суддів бій проти Азума Нельсона (Гана), завоював титул WBC в другій напівлегкій вазі. Провів три успішних захиста. 3 жовтня 1998 року програв технічним нокаутом у восьмому раунді Флойду Мейвезеру, після чого завершив кар'єру.